# Медведевское сельское поселение (Орловская область)
Медведевское се́льское поселе́ние — муниципальное образование в Глазуновском районе Орловской области Российской Федерации.
Административный центр — деревня Ловчиково.

## География
Расположено на севере Глазуновского района, общая площадь территории - 7982,1 га. 
Граничит на западе с Богородским сельским поселением, на юго-западе с Тагинским сельским поселением, с Сеньковским сельским поселением – на юге, на востоке с Отрадинским сельским поселением Глазуновского района, на севере – Кошелевское сельское поселение Свердловского района.
Находится в 11 км северо-западнее районного центра пгт Глазуновка. 

## История
Статус и границы сельского поселения установлены Законом Орловской области от 25 октября 2004 года № 431-ОЗ «О статусе, границах и административных центрах муниципальных образований на территории Глазуновского района Орловской области».

## Население
| 2010 | 2012 | 2013 | 2014 | 2015 | 2016 | 2017 |
| ---- | ---- | ---- | ---- | ---- | ---- | ---- |
| 846  | ↘825 | ↘772 | ↘761 | ↘714 | ↘679 | ↘671 |
| 2018 | 2019 | 2020 | 2021 | 2023 |      |      |
| ↘652 | ↘645 | ↗648 | ↘586 | ↘563 |      |      |

## Состав сельского поселения
| №  | Населённый пункт | Тип населённого пункта          | Население |
| -- | ---------------- | ------------------------------- | --------- |
| 1  | Володарская      | деревня                         | 10        |
| 2  | Глебово          | деревня                         | ↘70       |
| 3  | Глебовский       | посёлок                         | 75        |
| 4  | Гремячево        | деревня                         | ↘239      |
| 5  | Каменка          | деревня                         | 43        |
| 6  | Красная Поляна   | деревня                         | 11        |
| 7  | Ловчиково        | деревня, административный центр | ↘376      |
| 8  | Преображенская   | деревня                         | 0         |
| 9  | Соловые          | деревня                         | 21        |
| 10 | Шушерово         | деревня                         | 1         |